# Дирхам
Дирхам днес е парична единица в няколко арабски страни, включително:
- марокански дирхам
- дирхам на ОАЕ
- 1/1000 от либийския динар
- 1/100 от катарския риал

Исторически думата „дирхам“ (или „дирхем“) произлиза от името на византийската монета драхма. Византийската империя контролира Леванта и търгува с Арабия, като монетата се разпространява там още от предислямски времена.
В края на 7 век монетата се превръща в парична единица на Арабския халифат, като върху нея се появяват името на суверена и религиозни цитати.
Дирхамът се сече в много средиземноморски страни, включително в Испания, и се използва и в Европа между 10 и 12 век. През 921 г. арабският дипломат Ибн Фадлан описва паричната единица по следния начин:
| „                                                                   | "Видях дирхемите на Бухара, различните им видове и цветове. Има някои от тях, познати под името ал-Гитрифи. Направени са от червена мед и от жълта мед и от тях е взето известно количество без тегло. 100 от тези дирхеми са равни на 1 [дирхем] от сребро... По такъв начин се закупува и недвижимо имущество, както и снабдяването с роби. Не се споменава за друг вид дирхеми. Има и дирхеми още, за направата на които е използвана само жълта мед... Срещат се и дирхеми, изсечени също от жълта мед и познати под названието самаркандски. 6 от тях се равняват на 1 данак." | “ |
| Ахмед Ибн Фадлан, Пътешествие до Волжка България, превод Г. Наумов. | |   |